# ساكولونغو
ساكولونغو (بالإيطالية: Saccolongo)‏ هي بلدية في مقاطعة باذوة في منطقة فنيتة الإيطالية، وتقع على بعد 45 كيلومترًا (28 ميلًا) غرب البندقية و 9 كيلومترًا (6 ميلًا) غرب باذوة.